# Leon Wolf
Leon Wolf (11. dubna 1883 Šunychl – 8. března 1968 Těšín) byl československý advokát a politik polské národnosti, a poslanec Národního shromáždění republiky Československé za Polský lidový a dělnický svaz a Autonomistický blok.

## Biografie
V roce 1920 založil Svaz slezských katolíků v Československé republice, který reprezentoval nejsilnější nesocialistický politický proud polské menšiny. Wolf také založil na tuto organizaci napojené noviny Gazeta Kresowa.
V parlamentních volbách v roce 1925 získal mandát v Národním shromáždění za Polský lidový a dělnický svaz. V parlamentních volbách v roce 1929 poslanecké křeslo nezískal, do parlamentu se vrátil až po parlamentních volbách v roce 1935, kdy kandidoval za Autonomistický blok, jehož vznik iniciovala Hlinkova slovenská ľudová strana. Poslanecké křeslo ztratil na podzim 1938 v souvislosti se změnami hranic Československa.
Už ve 20. letech 20. století patřil mezi hlavní politické představitele polské menšiny v Československu, za kterou roku 1925 pronikl do parlamentu, přičemž se jako hospitant zapojil do činnosti poslaneckého klubu československé agrární strany. V parlamentních volbách roku 1929 patřil Wolf mezi hlavní iniciátory aliance mezi polskými menšinovými stranami a Židovskou stranou sdružující československé sionistické Židy. Toto spojení již bylo předtím úspěšně vyzkoušeno při zemských volbách roku 1928. Díky spojení obou menšin se společné kandidátce podařilo roku 1929 získat dva parlamentní mandáty pro Židy a dva mandáty pro Poláky. Wolf sám ale v tomto volebním období zůstal mimo parlament. Koncem 30. let 20. století Wolf zradikalizoval svou rétoriku a po vzoru Sudetoněmecké strany požadoval politické sjednocení všech proudů polské menšiny v ČSR. To se zčásti podařilo, když vznikla formace Svaz Poláků v Československu. V září 1938 se v tomto ohledu konalo také koordinační setkání mezi polskou menšinou a představiteli slovenských autonomistů, kde Wolf zastupoval polský tábor. Výsledkem jednání byla rezoluce s polskými požadavky na autonomii, předložená Runcimanově misi.
Povoláním byl advokát. Podle údajů z roku 1935 bydlel ve Fryštátu. Po druhé světové válce přesídlil do Polska.